# NRXN2
La neurexina-2-alfa es una proteína que en los seres humanos está codificada por el gen NRXN2.
Las neurexinas son una familia de proteínas que funcionan en el sistema nervioso de los vertebrados como moléculas de adhesión celular y receptores. Están codificados por varios genes no ligados, de los cuales dos, NRXN1 y NRXN3, se encuentran entre los genes humanos más grandes conocidos. Tres de los genes (NRXN1-3) utilizan dos promotores alternativos e incluyen numerosos exones empalmados alternativamente para generar miles de transcripciones de ARNm e isoformas de proteínas distintas. La mayoría de las transcripciones se producen a partir del promotor corriente abajo y codifica isoformas de beta-neurexina. Los alfa-neurexinas contienen secuencias de tipo factor de crecimiento epidérmico (tipo EGF) y dominios de laminina G, y se ha demostrado que interactúan con neurexofilinas. Las beta-neurexinas carecen de secuencias similares a EGF y contienen menos dominios de laminina G que las alfa-neurexinas.